# Faro de Tabarca
El faro de Tabarca está situado en la isla de Tabarca (Alicante, España) para avisar de la situación de la propia isla en los numerosos islotes rocosos y escollos que la rodean.

## Historia

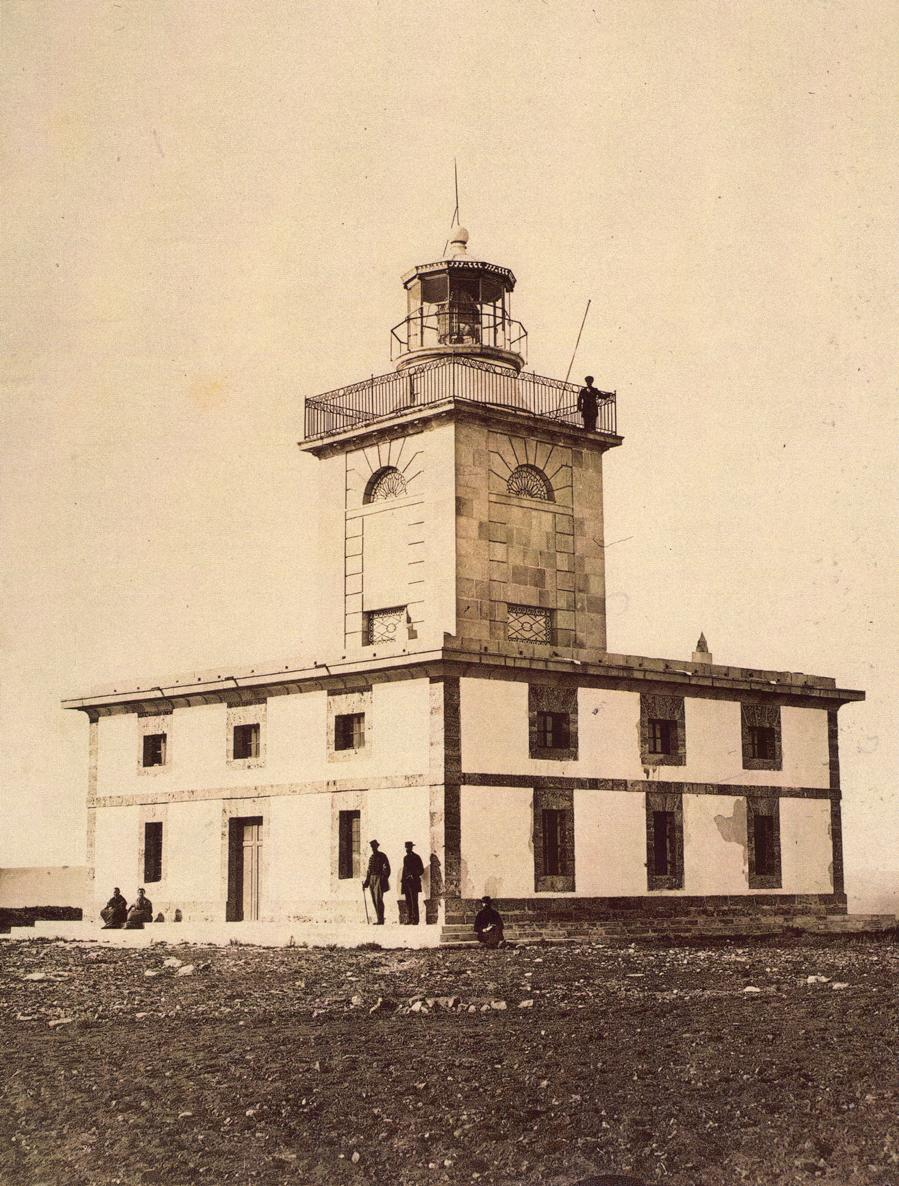
Faro de Tabarca en la década de 1860, fotografía de J. Laurent.

Se inauguró en 1854, según planos de Agustín Elcoro Berocíbar, y se trata de un edificio de grandes dimensiones que sirvió de escuela de fareros.
Está formado por un cuerpo inferior de volumen cúbico de dos plantas destinadas a vivienda. Sobre él se alza la torre primática que sostenía el mecanismo de iluminación, hoy desmantelado. Estilísticamente pertenece al neoclasicismo, aunque su cronología es algo tardía.
En 1971 se construyó a su lado un nuevo faro de hormigón armado, que, sin embargo, fue demolido en 1998 para recuperar el faro original.